# Florebo quocumque ferar

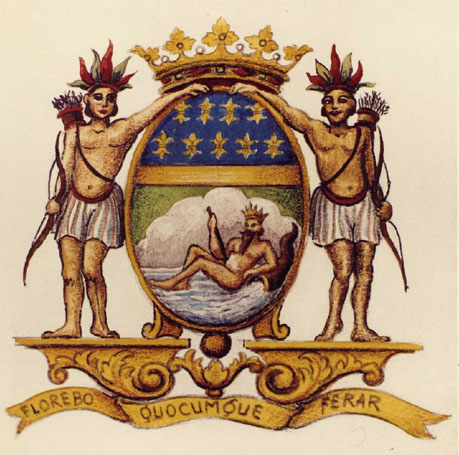
Blasón de la Compañía de las Indes donde figura el lema.

Florebo quocumque ferar es una locución latina que se puede traducir por "Floreceré allá donde me planten" o "Floreceré por todas partes dónde seré llevado".
En los siglos XVII y XVIII, sirvió de lema a la Compañía Francesa de las Indias Orientales después de haber sido escogida por el académico François Charpentier, y aprobada por el rey Louis XIV, al lanzamiento de la empresa. A este título, figuraba sobre el blasón dorado que adornaba sus escudos.
Hoy en día, la frase sirve de divisa a la Isla de la Reunión. También aparece en el escudo de armas creada para el territorio por el exgobernador Émile Merwart durante una exposición colonial en Petite-Île en 1925. Se encuentra de nuevo en una franja de oro como en el emblema de la Compañía de las Indias, pero esta vez enguirnaldada por una liana de vainilla.
« Florebo quocumque ferar » es un lema que también es atribuido a la familia Vergriete o la Casa de Griete, una familia de la burguesía y nobleza flamenca ligada al señorío de Cassel.